# Gull Island (ö i Australien, Tasmanien)
Gull Island är en ö i Australien. Den ligger i delstaten Tasmanien, i den sydöstra delen av landet, omkring 290 kilometer norr om delstatshuvudstaden Hobart.
Genomsnittlig årsnederbörd är 800 millimeter. Den regnigaste månaden är juli, med i genomsnitt 85 mm nederbörd, och den torraste är februari, med 37 mm nederbörd.